# Іонофори
Іонофо́ри (англ. ionophore) —
1. Речовини, що фактично складаються з йонiв, звичайно повністю дисоційовані в розчині. Наприклад, NaCl, KBr.
2. У біохімії — органічні сполуки, які забезпечують перенос певних іонів (наприклад, катіонів лужних та лужноземельних металів) через біологічні мембрани.